# Mario Soto (letrista)
Mario Soto (La Plata, provincia de Buenos Aires, Argentina, 20 de agosto de 1912-La Plata, 20 de abril de 1995) fue un letrista, glosador y presentador vinculado al género del tango. Era alto, delgado, se dejaba un leve bigotito, y sabía presentar a la orquesta, los cantores y los temas –algunos con glosa- con un estilo propio y con una forma muy vendedora.

## Actividad profesional
Desde pequeño exhibió condiciones para el recitado y la poesía y fue por ello que era elegido para mostrar sus dotes en los actos escolares. En su adolescencia empieza la escritura de versos y después, de pequeñas obras de teatro para su representación en clubes o asociaciones barriales, algunas de las cuales fueron puestas por el grupo de teatro independiente que dirigía.
A finales de la década de 1930 se radicó en Buenos Aires tratando de realizar una labor afín con sus inclinaciones artísticas y fue así que trabó una gran amistad con el bandoneonista Alfredo Attadia, que lo presentó al director Ángel D'Agostino, quien lo nombró representante de su orquesta y presentador en las actuaciones. En aquella época se estilaba que en las actuaciones en locales o en radios las orquestas contaran con estas personas que además de ir anunciando los temas que iban siendo ejecutados, hacían en muchos casos una glosa referida a los mismos. Algunos de quienes por entonces cumplían esa función fueron Antonio Cantó, Antonio Carrizo, Jorge Fontana, Luis González Rivero, Julio Jorge Nelson,  Príncipe Cubano, el Negro Mela y Néstor Rodi e incluso grandes poetas como Homero Manzi y Esteban Celedonio Flores la realizaron en la radiodifusión.
En 1941 comenzó su colaboración con Attadia aportando letras que el bandoneonista musicalizaba. A mediados de 1943, el cantor Ángel Vargas y Attadia se desvincularon de la orquesta para formar su propio conjunto y Soto se fue con ellos a cumplir las mismas funciones. A los pocos meses el cantor volvió con D’Agostino y Attadía se quedó con los músicos y trabajó en Montevideo durante un año.
Soto pasó luego como presentador en la orquesta de Pedro Laurenz y, finalmente, en la de Osvaldo Pugliese, a quien en sus actuaciones en Radio Splendid anunciaba:

"Tango, rumor esquinero que se bebe hasta las eses.
Sonido de un nombre entero...
Se llama: ¡Osvaldo Pugliese!... "
Cuando en 1954 el cantor Alberto Morán dejó a Pugliese para actuar como solista con el acompañamiento de Armando Cupo, Soto pasó a ser representante y presentador de la orquesta hasta que, abruptamente y por un motivo personal se marchó a Barcelona, donde se quedó trabajando en el ambiente de la radio y el cine. Volvió en 1988 a La Plata, publicó un libro titulado Pobre Cristo y falleció en esa ciudad el 20 de abril de 1995.

## Labor como letrista
Mario Soto comenzó su labor como letrista con su amigo Attadia y su primera obra fue la milonga Compadreando,  que grabó la orquesta de D'Agostino con Ángel Vargas en octubre de 1941. Poco más adelante Soto hizo unos versos dedicados al jockey correntino Elías Antúnez y  Attadia les pone letra obteniendo el tango El yacaré –tal era el apodo de Antúnez- un éxito en la interpretación de Vargas con D'Agostino. La pieza tendría más adelante versiones por la orquesta de Attadia cantando Armando Moreno y también por otros conjuntos. En 1942 concretaron el tango Todo terminó, que también cantó Vargas. En abril de 1943 Soto compuso con Emilio De Caro la pieza ¿¿Me llaman tango¿¿, que registró D'Agostino con Vargas.
Soto también compuso con su gran amigo Jorge Caldara, el bandoneonista de la orquesta de Pugliese, empezando con el gran éxito Pasional:

”No sabrás... nunca sabrás...
lo que es morir mil veces de ansiedad...
No podrás nunca entender
lo que es amar y enloquecer...”

Más adelante la misma dupla compuso Por pecadora, un tango que con buen suceso grabó Morán con Pugliese y  
Muchachita de barrio -“Humilde pebeta, de todos los barrios, / almita que sueña, rayito de sol”- que grabó Morán acompañado por Armando Cupo y su orquesta, tema que adoptó el cantorcomo presentación personal en sus actuaciones.<name=otero/> 
Sobre el origen de sus letras, Soto decía: 

”…son escenas del tango. Las que vemos todas las noches. Simplemente hay que prestarles un poquito de atención y contarlas. En verso o chimentándolo con un amigo que está contigo en ese momento. La pista, la penumbra hablan... están llenas de hechos, de diálogos, tristezas, momentos felices...¡El amor!...”